# رودجر سميث
رودجر سميث هو لاعب هوكي الجليد كندي، ولد في 26 يوليو 1896 في أوتاوا في كندا، وتوفي في 31 يناير 1935.

## وصلات خارجية
- رودجر سميث على موقع دوري الهوكي الوطني (الإنجليزية)
- رودجر سميث على موقع قاعة مشاهير الهوكي (لاعب أن.إتش.أل) (الإنجليزية)
- رودجر سميث على موقع EliteProspects.com (الإنجليزية)
- رودجر سميث على موقع HockeyDB.com (الإنجليزية)
- رودجر سميث على موقع Hockey-Reference.com (الإنجليزية)